# Vítor Machado Ferreira
Vítor Machado Ferreira (nascut el 13 de febrer de 2000), conegut com a Vitinha, és un futbolista portuguès que juga com a migcampista al club de la Ligue 1 Paris Saint-Germain FC i a Portugal.
A través del sistema juvenil del FC Porto, Vitinha va ascendir al primer equip el 2020. Va ser cedit al club de la Premier League Wolverhampton Wanderers FC al setembre de 2020, abans de tornar la temporada següent. Es va establir com a jugador bàsic pel Porto guanyant un doblet nacional, alhora que va ser nomenat a l'Equip de l'Any de la Primeira Liga i el premi al Millor Jugador Jove de l'Any. El juny de 2022, es va incorporar al Paris Saint-Germain amb un traspàs per valor de 41,5 milions d'euros.
Vitinha ha estat internacional juvenil amb Portugal, a diversos nivells, formant part de la selecció sub-19 i sub-21 que van acabar com a subcampiona al Campionat d'Europa sub-19 de la UEFA 2019 i al Campionat d'Europa sub-21 de la UEFA 2021, respectivament. Va fer el seu debut internacional absolut el 2022, representant Portugal a la Copa del Món de la FIFA 2022.

## Palmarès
FC Porto
- 2 Lligues portugueses: 2019-20, 2021-22
- 2 Copes portugueses: 2019-20, 2021-22

Paris Saint-Germain
- 2 Ligue 1: 2022-23, 2023-24[3]
- 1 Copa francesa: 2023-24[4]
- 3 Supercopes franceses: 2022, 2023,[5] 2024[6]